# アバイ・シング
アバイ・シング（Abhai Singh, 1702年11月7日 - 1749年6月18日）は、北インドのラージャスターン地方、マールワール王国の君主（在位：1724年 - 1749年）。

## 生涯

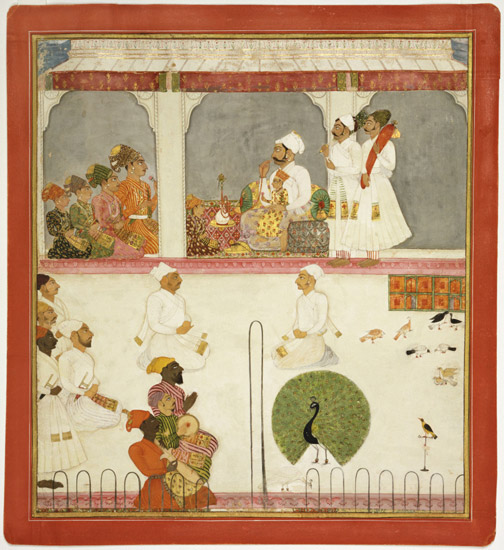
アジート・シングとアバイ・シングら6人の息子

1702年11月7日、アバイ・シングはマールワール王国の君主アジート・シングの息子として、ジョードプルで誕生した。
1724年6月24日、弟バクト・シングとともに首都で父王アジート・シングを殺害した。そして、7月17日にアバイ・シングはデリーで皇帝から個人的に王位を認められた。
1749年6月18日、アバイ・シングはアジュメールで死亡した。死後、息子のラーム・シングが王位を継承した。